# Estancia San Pedro de Timote

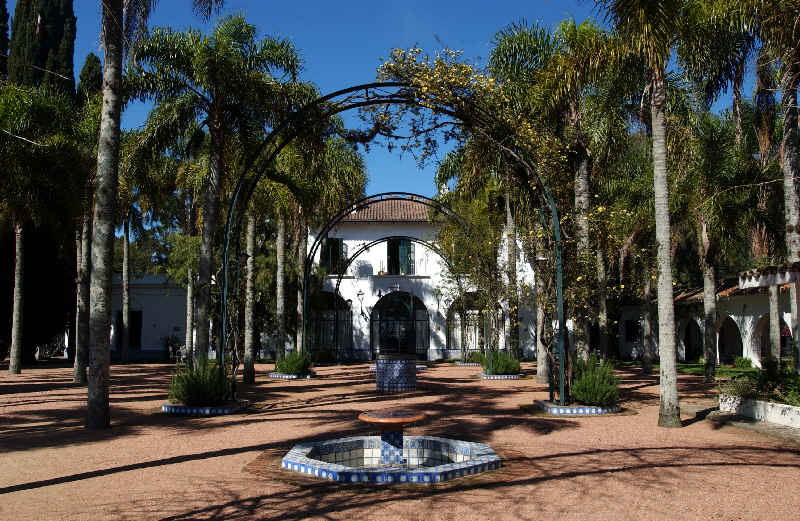

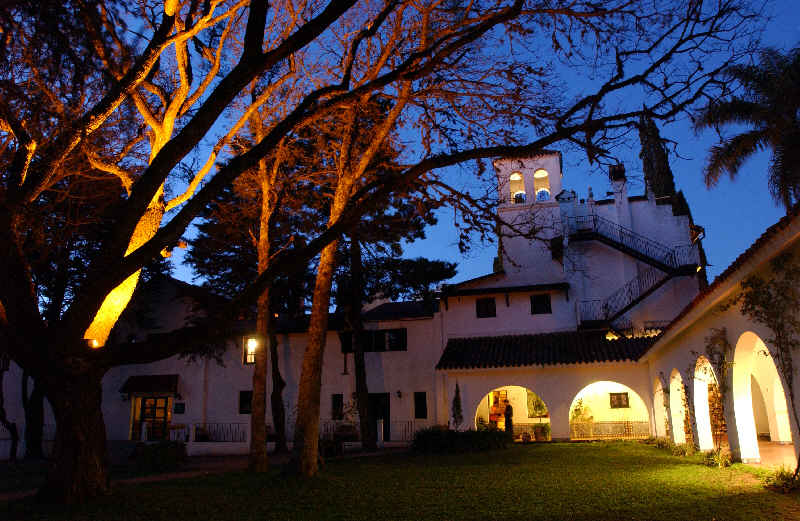

San Pedro de Timote ist eine Estancia (Landgut/Rinderfarm) im uruguayischen Departamento Florida. Heute (2010) reduziert auf ein Bruchteil der ursprünglichen Größe und geführt als Hotel, war es im 19. und 20. Jahrhundert eine der größten Estancias des Landes.
Aufgrund des herrschaftlichen Cascos, der Haupt- und Wirtschaftsgebäude, erbaut in den 1920–1940er Jahren im andalusischen Stil, ist San Pedro noch heute einer der bekanntesten Estancias Uruguays.

## Geschichte
Dokumente über den Besitz der Ländereien sind fast so alt wie die Geschichte des kolonialen Uruguay. Von 1745 bis zu ihrer Verbannung aus dem kolonialspanischen Amerika 1767 waren die Jesuiten die Herren. Der Besitz maß etwa 100.000 Hektar.
Die Nutzung des Landes zu Zeiten der Jesuiten und in den darauf folgenden Jahrzehnten bestand im Fangen und Verarbeiten (Leder, Dörrfleisch) der halbwilden Rinder, die in riesigen Herden in der Pampa grasten.
Die Gründung von San Pedro in der Form, in der es die längste Zeit Bestand hatte, geht zurück auf den anglo-uruguayischen Estanciero Pedro José Jackson im Jahre 1854.
Jeweils durch Erbschaft gelangte San Pedro in das Eigentum der gleichfalls bekannten Estanciero-Familien Heber und danach Gallinal. Alejandro Gallinal entwickelte ab 1901 San Pedro zu einem Mustergut, von dem viele Impulse zur Optimierung der Viehwirtschaft in Uruguay ausgingen, der Zucht der Rasse Hereford und der Weideoptimierung. Unter seinem Sohn Alberto Gallinal ab 1940 war das Gut ein Zentrum für die Zucht der Schafrasse Corriedale.
Fast 150 Jahre erzeugte San Pedro auf seinen immensen Ländereien, 35.000 Hektar z. B. im Jahre 1875, Wolle und Rindfleisch. Die Ära Gallinal endete in den 1990er Jahren mit dem Verkauf der letzten 500 Hektar mit dem historischen Gebäudekern, dem Casco.
San Pedro bezeugt eindrucksvoll den Wohlstand der Estancieros, der Großgrundbesitzer in der ersten Hälfte des 20. Jahrhunderts.